# Миколаївська сільська рада (Волноваський район)
| Миколаївська сільська рада — колишній орган місцевого самоврядування у Волноваському районі Донецької області з адміністративним центром у с. Миколаївка. Сільській раді підпорядковані населені пункти: - с. Миколаївка - с. Богданівка - с. Вікторівка - с. Новогнатівка |

## Склад ради
Рада складалася з 16 депутатів та голови.

## Керівний склад сільської ради
| ПІБ                            | Основні відомості                                                    | Дата обрання | Дата звільнення |
| ------------------------------ | -------------------------------------------------------------------- | ------------ | --------------- |
| Артьоменков Анатолій Петрович  | Сільський голова, 1951 року народження, освіта, член Партії регіонів | 26.03.2006   | 09.12.2009      |
| Балаба Олександр Олександрович | Сільський голова, 1983 року народження, освіта вища                  | 31.10.2010   |                 |

Примітка: таблиця складена за даними джерела